# Brüggen (Leine)
Brüggen település Németországban, azon belül Alsó-Szászország tartományban. Lakosainak száma 896 fő (2014. január 2.).

## Népesség
A település népességének változása:

| 2014 | 896 |